# Абдрахманов Юсуп Абдрахманович
Юсуп Абдрахманович Абдрахманов (кирг. Жусуп Абдрахман уулу; 28 грудня 1901 — 5 листопада 1938) — радянський державний і політичний діяч, перший голова Ради народних комісарів Киргизької АРСР.

## Життєпис
Народився в заможній родині. Його батько був керівником волості впродовж трьох років. У тринадцятирічному віці вступив до Каракольського вищого початкового училища. Після початку заворушень 1916 року його родина була змушена тікати до Китаю. Батько помер від тифу, а матір і ще сімох найближчих родичів убили козаки в Нарині під час придушення повстання. Коли Юсупу виповнилось 15 років, він разом з молодшим братом Токою повернувся на батьківщину, де працював конюхом, двірником тощо.
Згодом вступив до лав РСЧА, брав участь у боях на Семиріченському фронті під час Громадянської війни. Був одним з організаторів киргизького осередку комсомолу, був делегатом III з'їзду ВЛКСМ 1920 року, на якому був обраний до складу президії. Потім працював в апараті ЦК РКП(б). 1924 року був серед тих, хто визначив кордони сучасного Киргизстану. Ще на початку 1920-их років разом з групою однодумців висунув пропозицію щодо створення у складі Туркестанської республіки Гірської області. Також був автором проекту створення Каракиргизько-Каракалпакської автономії на територіях від Іссик-Куля до Аральського моря зі столицею в Джалал-Абаді.
12 березня 1927 року, у 26-річному віці, був призначений на пост голови Ради народних комісарів Киргизької АРСР. На тій посаді провадив надто сміливу, незалежну від Москви політику. Наполегливо відстоював ідею переформування автономії на союзну республіку. Таку його позицію сталінська репрессивна машина згодом розцінила як націоналізм.
На початку 1930-их років, спостерігаючи економічні труднощі в Киргизькій АРСР, наважився висловлювати своє скептичне ставлення до сталінської політики. Юсуп Абдрахманов відмовився виконувати встановлені захмарні плани з хлібозаготівлі. Імовірно, така позиція врятувала Киргизстан від голоду. Більше того, на території Киргизької АРСР у той період знайшли притулок численні біженці з України, Казахстану та Надволжя.
У вересні 1933 року був усунутий від займаної посади, а за місяць — виключений з партії «за непартійну поведінку, що виразилось у тому, що він під впливом групи троцькистів, не відверто захищаючи рішення партії, насправді їх спотворював». Абдрахманов намагався апелювати до ЦК, але безрезультатно.
Був заарештований 4 квітня 1937 року. Йому інкримінували зв'язок з керівництвом вигаданого «пантюркистського центру», а також приналежність до «антирадянської терористичної диверсійно-зрадницької Соціал-туранської партії, що діяла в блоці з правотроцькистською організацією, яка ставила собі за мету повалення Радянської влади, відторгнення Киргизстану від СРСР і створення буржуазно-націоналістичної держави з орієнтацією на Англію», що ніколи не існувала. Зрештою звинувачуваного змусили підписати зізнання. Після цього Юсуп Абдрахманов написав заяви на ім'я генпрокурора СРСР Андрія Вишинського й голови НКВС Миколи Єжова, в яких відмовився від показань у протоколах.
Розстріляний 5 листопада 1938 року. Реабілітований 1958 року.